# SNCF 240 P
Die Dampflokomotiven der Baureihe 240 P der französischen Staatsbahn Société nationale des chemins de fer français (SNCF) zählen zu den leistungsfähigsten europäischen Maschinen. Sie entstanden aus Umbauten von Loks der Baureihe 231 A (vormalige PO 4500), die die Compagnie du chemin de fer de Paris à Orléans (P.O.) ab 1907 in Dienst gestellt hatte.

## Vorgeschichte
Obwohl die P.O. mit der Compagnie des chemins de fer du Midi (Midi) zu den Pionieren der elektrischen Traktion im französischen Eisenbahnnetz gehörte, war absehbar, dass die Dampftraktion noch lange Zeit weiterbestehen würde. Es gab zu viele Nebenstrecken, deren Elektrifizierung unrentabel gewesen wäre, und der Dieselantrieb von Triebfahrzeugen hatte sich noch nicht etabliert. 1925 stellte die P.O. mit André Chapelon einen der fähigsten Ingenieure des Dampflokomotivbaus ein. Dem Entwickler der Kylchap-Saugzuganlage gelang es, durch Umbauten die Leistung von Dampflokomotiven signifikant zu erhöhen. Dies erreichte er zunächst 1929 mit dem Umbau der Lok 3566 der „Pacific“-Baureihe 3500; die später von ihm umgebaute 242 A 1 der SNCF gilt als leistungsfähigste je gebaute Dampflokomotive Europas.
Ein großer Wurf gelang Chapelon mit Umbauten von „Pacifics“ 231 A (Achsfolge 2’C1’) in Maschinen mit der ungewöhnlichen Achsfolge 2’D. Mit ihren drei großen Treibachsen, einem zweiachsigen Laufdrehgestell vorn für hervorragenden Kurvenlauf und ein einer in einem Bisselgestell gelagerten hinteren Laufachse konnte die 231 A bis zu 400 t schwere Züge mit einer Geschwindigkeit von 120 km/h ziehen. Bei ihrem Erscheinen erschien die „Pacific“ in ihrer Perfektion und Ausgeglichenheit als Non plus ultra des Lokomotivbaus. Doch die Personenwagen jener Jahre bestanden noch aus Holz und waren vergleichsweise leicht. Nach dem Ersten Weltkrieg wurden die Wagenkästen in Stahlbauweise gefertigt, was die Brandgefahr reduzierte und die Insassen bei Unfällen besser schützte. Damit verdoppelte sich nahezu das Gewicht der Wagen, die Züge wurden bis zu 600 t und darüber schwer.
Angesichts der beginnenden Elektrifizierung ihrer Hauptstrecken, und um Kosten zu sparen, beauftragte die P.O. Chapelon mit der Optimierung vorhandener Lokomotiven. „Mountains“ mit der Achsfolge 2’D1’, wie sie die Bahngesellschaften P.L.M. und EST beschafften, konnte sich die P.O. nicht leisten.

## Geschichte und Beschreibung
Den Kessel der PO 4701 verbesserte Chapelon durch Anwendung der neusten Erkenntnisse und erhöhte den zulässigen Kesseldruck auf 20 bar. Die hintere Laufachse ersetzte er durch eine vierte Kuppelachse, was die Übertragung der Leistung, die der Kessel ermöglichte, entscheidend beeinflusste. Am 16. August 1932 verließ die so umgebaute Lokomotive das Betriebswerk Tours. Sie wurde vor allem auf den Strecken der P.O. von Paris nach Nantes, Bordeaux und Toulouse erprobt. Dabei zog sie 800 t schwere Züge auf einer 5-‰-Rampe mit durchschnittlich 95 km/h und in der Ebene 575 t mit 144 km/h. Dies entsprach einer Leistung von mehr als 4000 PS – ein Weltrekord in Bezug auf das Verhältnis von Gewicht und Leistung.
In der Folge ließ die P.O. elf weitere Pacifics umbauen und bezeichnete die Maschinen als 240-701 bis 240-711.
Auch auf Strecken der Bahngesellschaften ETAT, NORD und EST wurden diese Lokomotiven erprobt, wobei sich herausstellte, dass sie die Leistungen der vorhandenen Loks weit übertrafen. Die P.L.M. zeigte ebenfalls Interesse und setzte die 240-705 auf der Relation Paris–Lyon ein. Ohne Lokwechsel legte diese die 510 km lange Strecke vor schweren Schnellzügen mit einer Durchschnittsgeschwindigkeit von 107 km/h zurück, was einen Zeitgewinn von bis zu 30 Minuten mit sich brachte. Das mechanische Verhalten der Maschine wurde als perfekt bezeichnet.
Anfang 1938 wurden die großen privaten Bahngesellschaften zur staatlichen SNCF zusammengefasst. Das zur Region Süd-Ost der SNCF gewordene vormalige P.L.M.-Netz bestellte 25 aus P.O.-Pacifics umgebaute Lokomotiven, die ab 1940 im Betriebswerk Tours entstanden und nach ihrer Auslieferung bei der SNCF als Baureihe 240 P liefen. Zur automatischen Beschickung des Kessel erhielten sie einen Stoker, dazu kamen eine doppelte Kylchap-Saugzuganlage, eine Vergrößerung der Niederdruckzylinder und ein verstärkter Rahmen. Zu 240 P umgebaut wurden die 231 A 503, 504, 505, 506, 507, 512, 515, 517, 519, 523, 524, 525, 527, 531, 538, 539, 541, 549, 550, 558, 560, 561, 567, 568 und 570. Sie waren stets mit einem vierachsigen Drehgestell-Schlepptender des Typs 36 P gekuppelt, der 9 t Kohle und 36 m³ Wasser fasste.
Die Lokomotiven bewährten sich auf der anspruchsvollen Rampe des Seuil de Bourgogne, über die sie 800 t schwere Züge mit mehr als 100 km/h und 512 t schwere Züge mit 120 km/h zogen. Zu jener Zeit galten sie als die leistungsfähigsten europäischen Dampflokomotiven. Die ersten Maschinen wurden an das Betriebswerk Laroche ausgeliefert. Nach der Unterbrechung der Bahnstrecke Paris–Marseille im Zweiten Weltkrieg wurden zahlreiche 240 P zum für den Einsatz auf der Strecke Paris–Clermont-Ferrand zum Depot Paris-Charolais umbeheimatet. Andere kamen zum Netz der vormaligen NORD, um dort vor Kohlenzügen von den deutschen Besatzern beschlagnahmte Lokomotiven zu ersetzen. Erst im September 1945 wurden alle Maschinen wieder in Laroche zusammengefasst.
Im schwierigen Jahr 1944, als qualitativ hochwertige Kohle kaum verfügbar war, beförderten 240 P bis zu 1100 t schwere Reisezüge. Von den Bergwerken Nordfrankreichs brachten sie 2000 t schwere Kohlenzüge mit 85 km/h nach Paris.

## Abstellung und Verbleib
Die Elektrifizierung der „Ligne impériale“ (Paris–Marseille) mit dem Auftauchen der BB-8100-Elektrolokomotiven führte bis Oktober 1950 zur Abstellung der leistungsstarken Dampfloks. Wiederholten Bitten, die 240 P wegen dortigen Mangels an starken und mehrzwecktauglichen Maschinen in die Regionen Nord und Ost umzusetzen, wurde nicht entsprochen. Die SNCF war im Begriff, sich von der Dampftraktion zu verabschieden, und setzte auf den Betrieb mit Elektro- und Diesellokomotiven. 1953 verschwand die letzte 240 P von den französischen Gleisen.